# Syd Barrett
Roger Keith "Syd" Barrett (6 tháng 1 năm 1946 – 7 tháng 7 năm 2006) là một ca sĩ, nhạc sĩ, tay chơi guitar và nghệ sĩ người Anh. Ông được ghi nhớ nhất vì thành viên sáng lập ra ban nhạc Pink Floyd. Ông làm một nhạc sĩ nhạc rock trong vòng 7 năm, trước khi ông sống ẩn dật trong hơn 30 năm rồi qua đời vào năm 2006.

### Liên kết chung
- The Madcap Gets the Last Laugh Lưu trữ ngày 25 tháng 7 năm 2020 tại Wayback Machine - A Remembrance of Roger Keith "Syd" Barrett allmusic.com, July 2006.
- Pink Floyd Fans Discuss The News Of The Death Of Syd Barrett - An anchor at CBS4, KCNC-TV in Denver, discusses Barrett's death at length KCNC-TV, July 2006.
- The Syd Barrett Archives Lưu trữ ngày 4 tháng 7 năm 2008 tại Wayback Machine
- BBC Radio 2 'The Thing About Syd' Lưu trữ ngày 17 tháng 8 năm 2007 tại Wayback Machine
- Profile of Syd Barrett at Find A Grave
- The New Syd Barrett Appreciation Society Lưu trữ ngày 13 tháng 2 năm 2021 tại Wayback Machine

### Trang hâm mộ
- Dolly Rocker - The legend of Roger Keith "Syd" Barrett.
- 1500 Photos of Syd Barrett - Probably the most comprehensive collection of photos showing Barrett from baby to death.